# Steuertip
Der steuertip ist ein wöchentlich im markt-intern-Verlag erscheinender Wirtschaftsinformationsbrief aus Düsseldorf. Er bietet für mittelständische Unternehmer, Steuerberater und leitende Angestellte Informationen und Aktionen zum Thema Steuern sparen.
In den 1990er Jahren wurde er bundesweit bekannt, weil er von der Finanzverwaltung wegen Aufforderung zur Steuerhinterziehung, Beamtenbeleidigung und Verletzung des Urheberrechts verklagt wurde. Der Deutsche Presserat kritisierte das Vorgehen der Behörden als „Mißbrauch des Urheberrechts zum Nachteil einer freien Berichterstattung“. Darüber hinaus wurden sämtliche Geschäftsräume des steuertip vom Bundeskriminalamt und von der Steuerfahndung durchsucht. Die von der Finanzverwaltung angestrengten Verfahren wurden alle eingestellt oder gingen zu Gunsten des steuertip aus.
Im Juni 2009 konstituierten die Steuerrechtler Johanna Hey, Joachim Lang und Klaus Tipke den wissenschaftlichen Beirat des steuertip. Mit dieser Institution wollen Wissenschaftler und Fachpublikation künftig ihren Einsatz für eine gerechte und transparente Besteuerung koordinieren.